# Учасники російсько-української війни В
Учасники російсько-української війни, прізвища яких починаються з літери В:

## Вав— Вен
1. Ваверчак Любомир Михайлович
2. Вавілонський Ігор Володимирович
3. Ваврищук Вадим Петрович
4. Савіта Ваґнер
5. Вакаренко Андрій Андрійович
6. Ваколюк Володимир Павлович
7. Вакула Олексій Анатолійович
8. Вакуленко Євген Леонідович
9. Вакуленко Олександр Анатолійович
10. Вакуленко Олександр Іванович
11. Вакуленко Олексій Романович
12. Вакулич Володимир Володимирович
13. Вакулка Богдан Іванович
14. Вакульчук Олексій Олексійович
15. Валах Сергій Вадимович
16. Валявський Ілля Васильович
17. Валяєв Микола Олександрович
18. Вальченко Анатолій Іванович
19. Вандровський Микола Вікторович
20. Ванкончук Андрій Олександрович
21. Вантєєв Олександр Вікторович
22. Ваньо Мирон Михайлович
23. Вапняр Олександр Васильович
24. Варава Сергій Володимирович
25. Варакін Сергій Володимирович
26. Варга Василь Васильович
27. Варга Іван Юрійович
28. Варга Степан Степанович
29. Варгоцький Віктор Сергійович
30. Варениця Олександр Ігорович
31. Варення Святослав[1]
32. Варламов Євген Олександрович
33. Вартовник Михайло Іванович
34. Варфоломєєв Володимир Олександрович
35. Варченко Павло Петрович
36. Варченко Сергій Миколайович
37. Варшавер Павло Леонідович
38. Васалатій Віктор Сергійович
39. Васечко Артем Вадимович
40. Василаш Ілля Євгенович
41. Василевський Євгеній Євгенійович
42. Василейко Андрій Володимирович
43. Василенко Андрій Віталійович
44. Василенко Андрій Петрович
45. Василенко Віктор Юрійович
46. Василенко Ігор Миколайович
47. Василенко Микола Миколайович
48. Василенко Михайло Володимирович
49. Василенко Олександр Васильович
50. Василенко Олександр Васильович
51. Василенко Олександр Іванович
52. Василенко Роман Леонідович
53. Василенко Роман Петрович
54. Василенко Святослав Вікторович
55. Василенко Сергій Олександрович
56. Василенко Степан Орестович
57. Василенко Юрій Володимирович[2]
58. Василечко Іван Богданович[3]
59. Василечко Сергій Васильович
60. Василець Євгеній Євгенійович
61. Василець Олександр Кузьмович
62. Василик Анатолій Васильович
63. Василик Віталій Володимирович
64. Василик Сергій Петрович
65. Василинюк Павло Андрійович
66. Василинюк Олександр Михайлович
67. Василинюк Роман Михайлович
68. Василиха Петро Степанович
69. Василишин Андрій Дмитрович
70. Василишин Максим Романович
71. Василів Павло Васильович
72. Васильєв Віталій Костянтинович
73. Васильєв Владислав Ігорович
74. Васильєв Дмитро Володимирович (військовик)
75. Васильєв Дмитро Олегович
76. Васильєв Євген Вікторович
77. Васильєв Леонід Володимирович
78. Васильєв Михайло Юрійович
79. Васильєв Олександр Сергійович
80. Васильєв Олексій Ігорович
81. Васильєв Роман Юрійович
82. Васильєв Сергій Євгенович
83. Василькевич Костянтин Юрійович
84. Васильченко Валерія Віталіївна
85. Васильченко Олександр Петрович
86. Васильченко Олексій Леонідович
87. Васильчук Володимир Святославович[4]
88. Васильчук Дмитро Анатолійович
89. Василюк Володимир Андрійович
90. Василюк Денис Олександрович
91. Василюк Олександр Анатолійович
92. Василюк Олександр Вікторович
93. Василюк Роман Вікторович
94. Василькевич Максим
95. Васильченко Максим[5]
96. Васильчук Богдан Віталійович
97. Васильцов Анатолій Григорович
98. Васюк Сергій Дем'янович
99. Васільєв В'ячеслав Олександрович
100. Васільєв-Кулік Сергій Вікторович
101. Васін Михайло Валентинович
102. Васіч Сергій Вікторович
103. Васюк Олександр Павлович
104. Васюков Дмитро Вікторович[6][7]
105. Васькало Роман Вікторович
106. Васьківський Богдан Михайлович
107. Васьківський Сергій Миколайович
108. Васько Іван Михайлович
109. Васьковець Микола Петрович
110. Васьковський Валерій Русланович
111. Васюта Ярослав Тарасович
112. Васютяк Юрій Петрович
113. Васянович Валерій Михайлович
114. Васянович Володимир Олександрович
115. Васянович Олександр Олександрович
116. Васькевич Євгеній Анатолійович
117. Гіоргі Ватчарашвілі
118. Міхеілі Ватчарашвілі
119. Вахмістров Денис Геннадійович
120. Вахнюк Костянтин Ігорович
121. Вахнюк Олександр Миколайович
122. Ваховський Андрій Миколайович
123. Ваховський Іван Володимирович
124. Ваховський Максим Валентинович
125. Ваховський Микола Володимирович
126. Вахрамєєв Костянтин Костянтинович
127. Вахула Іван Васильович
128. Вахула Степан Володимирович
129. Вацик Олексій Олегович
130. Вацик Сергій Ярославович[8]
131. Вашук Олександр Миколайович
132. Ващенко Андрій Васильович
133. Ващеня Іван Петрович
134. Ващишин Олег Анатолійович
135. Ващук Ігор Олександрович
136. Ващук Олексій Олександрович
137. Ващук Павло Васильович
138. Ващук Сергій Олександрович
139. Вдовенко Андрій Олександрович
140. Вдовенко Олексій Віталійович
141. Вдовиченко Вадим Вікторович
142. Вдовиченко Олександр Володимирович
143. Вдовиченко Олександр Петрович
144. Вдовиченко Сергій Олександрович
145. Вдовін Василь Станіславович
146. Вегера Геннадій Петрович
147. Ведельський Юрій Леонідович
148. Ведешин Андрій Олександрович
149. Ведибіда Павло[9]
150. Веділін Олександр Олексійович
151. Векліч Віталій Васильович
152. Веклюк Василь Йосипович
153. Велєв Артем Миколайович
154. Веливок Владислав Валерійович
155. Великий Олександр Олександрович
156. Великий Олександр Павлович
157. Великохатний Сергій Леонідович
158. Величко Альона Володимирівна
159. Величко Андрій Валерійович
160. Величко Антон Олександрович
161. Величко Володимир Володимирович
162. Величко Іван Михайлович
163. Величко Олег Вікторович
164. Величко Олександр Євгенович
165. Величко Олександр Леонідович
166. Величко Сергій Анатолійович
167. Величко Сергій Олегович
168. Величко Юрій Якович
169. Велічко Роман Іванович
170. Венгер Олег Миколайович
171. Венгер Олександр Анатолійович
172. Венгрин Іван Володимирович

## Вер— Вла
1. Верба Андрій В'ячеславович
2. Вербицький Володимир Вікторович
3. Вербицький Володимир Володимирович
4. Вербицький Олексій Миколайович
5. Вербицький Сергій Сергійович
6. Дмитро Вербич
7. Вербінський Дмитро Ігорович
8. Вербовий Андрій Олексійович[10]
9. Вербовий Максим Вікторович
10. Вербовий Михайло Вікторович
11. Вервега Микола Васильович
12. Вервейко Євген Олександрович
13. Вергай Віталій Миколайович
14. Вергуленко Ігор Сергійович
15. Вергун Ілля Володимирович
16. Вергун Олександр Ігорович
17. Вергун Юрій Володимирович
18. Верейко Євген Олександрович
19. Веремеєнко Олександр Юрійович
20. Веремієнко Андрій Костянтинович
21. Веремійчук Роман Анатолійович
22. Веремко Олександр Сергійович
23. Веренич Сергій Олександрович
24. Верес Кирило Кирилович
25. Верета Віталій Іванович
26. Веретейченко Іван Леонідович
27. Веретенников Сергій Миколайович
28. Веретьонник Ігор Олексійович
29. Верещага Андрій Дмитрович
30. Верещак Віктор Олександрович
31. Верещинський Сергій Анатолійович
32. Вержбіцький Юрій Станіславович
33. Веріхов Олександр Миколайович[11]
34. Верпекі Сергій Сергійович[11]
35. Вернигора Вадим Васильович
36. Вернигора Володимир Іванович
37. Вернигора Іван Григорович
38. Вернигора Михайло Олександрович
39. Верпета Микола Леонідович[12]
40. Вертюченко Василь Володимирович
41. Верховецький Ігор Григорович
42. Верхогляд Ангеліна Олександрівна
43. Верхозін Олексій Володимирович
44. Верхоляк Ярослав Ілліч
45. Верхотуров Давид Ігорович[13]
46. Вершигора Михайло Олександрович
47. Вершинін Михайло Олександрович
48. Весельський Юрій Павлович
49. Весельський Ярослав Цезарович
50. Вєрушкін Олександр Сергійович
51. Веселий Олександр Дмитрович
52. Веселов Олег Валерійович
53. Веснін Володимир Андрійович
54. Вєтров Юрій Олександрович (військовик)
55. Вигівський В'ячеслав Анатолійович
56. Вигінний Євгеній Володимирович[14]
57. Вигодянський Валерій Григорович
58. Вигрівач Дмитро Володимирович
59. Видайко Андрій Віталійович
60. Вика Іван Йосипович
61. Винарчук Андрій Вікторович
62. Виноград Максим Олександрович
63. Виноград Сергій Анатолійович
64. Виноградов Олексій Юрійович
65. Виногродський Анатолій Анатолійович
66. Винокуров Дмитро Валерійович
67. Винтуляк Юрій Сергійович
68. Вислоцький Тарас Григорович[15]
69. Висльовський Євгеній Олександрович
70. Високолян Віктор Сергійович
71. Висотченко Віталій Олександрович
72. Висоцький Іван Володимирович
73. Висоцький Дмитро Михайлович
74. Висоцький Олег Ігорович
75. Висоцький Павло Миколайович
76. Височанський Олег Ярославович
77. Височин Вадим Едуардович
78. Виставний Сергій Володимирович
79. Витвицький Андрій Ярославович
80. Витошко Володимир Петрович
81. Вихватенко Кирило Миколайович
82. Вихопень Василь Ігорович
83. Вихопницький Роман Ярославович
84. Вихор Олександр Олександрович (військовик)
85. Вихристюк Сергій Григорович
86. Вишиваний Кирило Васильович
87. Вишкварко Віктор Валентинович
88. Вишковський Олексій Андрійович
89. Вишневий Мирослав Миколайович
90. Вишневий Михайло Андрійович
91. Вишневський Володимир Вікторович
92. Вишневський Володимир Федорович
93. Вишневський Олег Анатолійович
94. Вишневський Олег Миколайович
95. Вишневський Сергій Вікторович
96. Вишневський Степан Іванович
97. Вишньовський Василь Володимирович
98. Вишняк Богдан Юрійович
99. Вівдич Сергій Олександрович
100. Вівчарик Руслан Павлович
101. Вівсяний Сергій Борисович
102. Вівчаренко Ігор Вікторович
103. Вівсяний Віталій Віталійович
104. Вівсяний Руслан Віталійович
105. Вівчаренко Руслан Вікторович
106. Віднічук Роман Степанович
107. Відринський Максим Ігорович
108. Відьманов Володимир Іванович
109. Візиренко Олег Анатолійович
110. Візіренко Олег Анатолійович
111. Едвард Волтер Вілтон III
112. Джеймс Вілтон[16]
113. Вільковський Володимир Вікторович
114. Вільха Іван Іванович
115. Вільчинський Віктор Григорович
116. Вільчинський Микола Григорович
117. Віниченко Дмитро Анатолійович
118. Вінницький Олег Васильович
119. Віннік Іван Іванович
120. Вінніченко Віталій Павлович
121. Вінтоняк Артур Миколайович
122. Вінтоняк Василь Миколайович
123. Вінярський Олександр Анатолійович
124. Вісханов Гусейн Хамзатович
125. Вітек Микита Юрійович
126. Вітенко Микола Григорович
127. Вітер Ростислав Анатолійович
128. Вітишин Іван Васильович
129. Вітів Володимир Петрович
130. Вітів Михайло Васильович
131. Вітківський Валерій Леонідович
132. Вітко Артем Леонідович
133. Вітковський Вячеслав Анатолійович
134. Вітовська Анастасія Олександрівна
135. Вітранюк Роман[17]
136. Вітренко Ігор Володимирович
137. Вітульський Назарій Степанович[18]
138. Вітушко Петро Геннадійович
139. Вітюк Ігор Іванович
140. Вітюк Ілля Анатолійович
141. Вітюк Олексій Володимирович
142. Віхнич Сергій Миколайович
143. Віхніч Євген Владиславович
144. Віхтюк Іван Васильович
145. Вічкань Михайло Борисович
146. Владика Ігор Зіновійович
147. Владимиров Володимир Вікторович[19]
148. Владисік Михайло Васильович
149. Владов Ігор Анатолійович
150. Власенко Віталій Анатолійович
151. Власенко Віталій Миколайович
152. Власенко Володимир Володимирович
153. Власенко В'ячеслав Андрійович
154. Власенко В'ячеслав Вікторович
155. Власенко В'ячеслав Ігорович
156. Власенко Дмитро Анатолійович
157. Власенко Дмитро Леонідович
158. Власенко Дмитро Миколайович
159. Власенко Олександр Олегович
160. Власенко Юрій Олександрович
161. Власов Ігор Олександрович
162. Власов Сергій Олександрович
163. Власов Володимир Володимирович
164. Власюк Віталій Віталійович
165. Власюк Марія Юріївна
166. Власюк Олександр Васильович
167. Власюк Олександр Віталійович
168. Власюк Роман Васильович
169. Власюк Роман Вікторович
170. Влащук Василь Миколайович[20]

## Вов— В'ял
1. Вовк Алла Юліанівна
2. Вовк Андрій Богданович
3. Вовк Антон[21]
4. Вовк Богдан Ігорович
5. Вовк Валерій Анатолійович
6. Вовк Василь Ярославович
7. Вовк Владислав Володимирович
8. Вовк Володимир
9. Вовк Володимир Миколайович
10. Вовк Іван Михайлович
11. Вовк Олексій Олександрович
12. Вовк Павло Анатолійович
13. Вовкунович Андрій Олексійович
14. Вовна Іван Михайлович
15. Вовненко Богдан Володимирович
16. Вовченко В'ячеслав Олегович
17. Вовченко Олег Павлович
18. Вовчик Роман Олегович
19. Вовчок Дмитро Сергійович
20. Вовчук Володимир Васильович
21. Вовчук Микола Володимирович
22. Водала-Топішко Валентина Василівна
23. Водень Роман Михайлович
24. Водовоз Роман Іванович
25. Водолазський Валерій Леонідович
26. Водолазький Руслан Сергійович
27. Водоп'янов Артур Миколайович
28. Водоп'янов Сергій Анатолійович
29. Водоп'янчук Андрій Вікторович
30. Воєводін Ігор Олегович
31. Вождєв Павло Олександрович
32. Возіян Віталій Олексійович
33. Возний Іван Сергійович
34. Возний Микола Миколайович
35. Возний Ярослав Васильович
36. Вознюк Андрій Михайлович[22]
37. Вознюк Микола Іванович
38. Вознюк Назар (спортсмен)
39. Вознюк Назар Вадимович[23]
40. Вознюк Олександр Олегович
41. Вознюк Сергій Віталійович
42. Войлоков Андрій Миколайович
43. Война Богдан Олегович
44. Война Сергій Васильович
45. Войт Олександр Олександрович
46. Войта Максим Сергійович
47. Войтенко Віктор Петрович[24]
48. Войтенко Іван В'ячеславович
49. Войтенко Іван Іванович
50. Войтенко Олег Андрійович
51. Войтенко Олександр[25]
52. Войтенко Олександр Анатолійович
53. Войтенко Олександр Іванович
54. Войтко Микола Федорович
55. Войтович Андрій Володимирович
56. Войтович Артем Романович
57. Войтович Василь Васильович
58. Войтович Віталій Романович
59. Войтович Сергій Сергійович
60. Войтун Михайло Анатолійович[26]
61. Войтюк Дмитро Вікторович
62. Войтюк Дмитро Романович
63. Войтюк Євген Віталійович
64. Войцехівський Віктор Сергійович
65. Войцехівський Євген Вікторович
66. Войцеховський Віктор Вікторович
67. Войчишин Андрій Олегович
68. Войчук Олександр Анатолійович
69. Воленко Антон Дмитрович
70. Волик Леонід Іванович
71. Волик Максим Сергійович
72. Волинець Віктор Петрович
73. Волинець Ігор Михайлович
74. Волинський Владислав Вадимович
75. Волін Володимир Іванович
76. Волк Андрій Васильович
77. Волк Юрій Володимирович
78. Волков Андрій Федорович
79. Волков Василь Миколайович
80. Волков Дмитро Володимирович
81. Волков Євгеній Володимирович
82. Волков Микола Васильович
83. Волков Микола Миколайович (парамедик)
84. Волков Олексій Віталійович
85. Волков Олексій Борисович[27]
86. Волков Руслан Михайлович
87. Волков Юрій Васильович
88. Волкотруб Віталій Юрійович
89. Волнухін Сергій Анатолійович
90. Волобуєв Вячеслав Олександрович
91. Волобуєв Олександр Іванович
92. Воловенко Ігор Іванович
93. Воловик Всеволод Валентинович
94. Володарчук Олександр Іванович
95. Володенков Максим Олегович
96. Володін Володимир Анатолійович
97. Володько Віталій Юрійович
98. Володько Володимир Володимирович
99. Володько Дмитро Олександрович
100. Волонтирець Дмитро Миколайович
101. Волосевич Євген Вікторович
102. Волостецький Володимир Володимирович
103. Волосян Віктор Іванович
104. Волохов Валерій Валерійович
105. Волохов Олексій Олегович
106. Волочаєв Денис Олександрович
107. Волочій Іван Миколайович
108. Волочнюк Анатолій Анатолійович
109. Волошин Антон Миколайович
110. Волошин Владислав Валерійович
111. Волошин Денис Вікторович
112. Волошин Дмитро Вікторович
113. Волошин Дмитро Сергійович
114. Волошин Євгеній Васильович
115. Волошин Євгеній Миколайович
116. Волошин Євгеній Петрович
117. Волошин Єгор[28]
118. Волошин Ігор Анатолійович
119. Волошин Ігор Михайлович
120. Волошин Ігор Олексійович
121. Волошин Олександр Миколайович
122. Волошин Олександр Юрійович
123. Волошин Руслан Вікторович
124. Волошин Руслан Миколайович
125. Волошин Сергій Григорович
126. Волошин Юрій Сергійович
127. Волошко Сергій Федорович
128. Волощук Вадим Іванович
129. Волощук Михайло Володимирович
130. Волощук Олег Миколайович
131. Волощук Олександр Миколайович
132. Волощук Сергій Сергійович
133. Вольський Ігор Григорович
134. Воробей Віталій Леонідович
135. Воробей Дмитро Іванович
136. Воробей Іван Володимирович
137. Воробей Олексій Володимирович
138. Воробель Іван Володимирович
139. Воробець Анатолій Сергійович
140. Воробець Степан Степанович
141. Воробйов Андрій Олегович
142. Воробйов Андрій Олександрович
143. Воробйов Владислав Валентинович
144. Воробйов Євген Геннадійович
145. Воробйов Максим Вікторович
146. Воробйов Максим Юрійович
147. Воробйов Олег Анатолійович
148. Воробйов Олексій Васильович
149. Воробйов Олександр Трохимович
150. Воробкало Андрій Станіславович
151. Ворова Світлана Василівна
152. Ворожцов Олександр Миколайович
153. Ворона Артур Олександрович
154. Ворона Вадим Васильович
155. Ворона Юрій Сергійович
156. Вороний Андрій Анатолійович
157. Вороний Андрій Олександрович
158. Вороний В'ячеслав Олегович
159. Вороний Сергій Михайлович
160. Воронін Богдан Олександрович
161. Воронін Віталій Олегович
162. Воронін Володимир Ігорович
163. Воронін Григорій Володимирович
164. Воронін Юрій Юрійович
165. Воронка Ігор Володимирович
166. Воронков Володимир Сергійович
167. Воронков Денис Сергійович
168. Воронов Олег Федорович
169. Воронов Сергій Євгенович
170. Воронський Михайло Михайлович
171. Воронюк Артем Юрійович
172. Воронюк Олексій Володимирович
173. Воропай Василь Васильович
174. Ворохта Іван Іванович
175. Ворошилін Олександр Миколайович
176. Ворошило Євгеній Іванович
177. Ворошнов Микола Сергійович
178. Воскобойников Олександр Сергійович
179. Вох Сергій Ігорович
180. Вохрамеєв Олександр Михайлович
181. Воят Василь Володимирович
182. Воюцький Олександр Юрійович
183. Вратський Максим Сергійович
184. Врубель Віталій Йосипович
185. Вряшник Олександр Сергійович
186. Вуглевич Андрій Ярославович
187. Вудмаска Юрій Юрійович
188. Вуколов Олексій Валентинович
189. Вулпе Степан Васильович
190. Вус Євгеній Володимирович
191. Вуянко Марко Зіновійович
192. В'югін Костянтин Юрійович
193. В'юн Тарас Анатолійович
194. Вязовський Денис Дмитрович[29]
195. Вязовченко Олег Юрійович
196. В'язмінов  Володимир  Анатолійович[30]
197. В'язун Володимир Юрійович[31]
198. В'ялий Анатолій Анатолійович